# Собор Михаила Архангела (Бронницы)
Собор Михаила Архангела — приходской храм Коломенской епархии Русской православной церкви в городе Бронницы Московской области.
Собор Михаила Архангела является частью храмового комплекса, куда входят также церковь Иерусалимской иконы Божией Матери и колокольня.
Адрес: город Бронницы, ул. Советская, 61.

## История

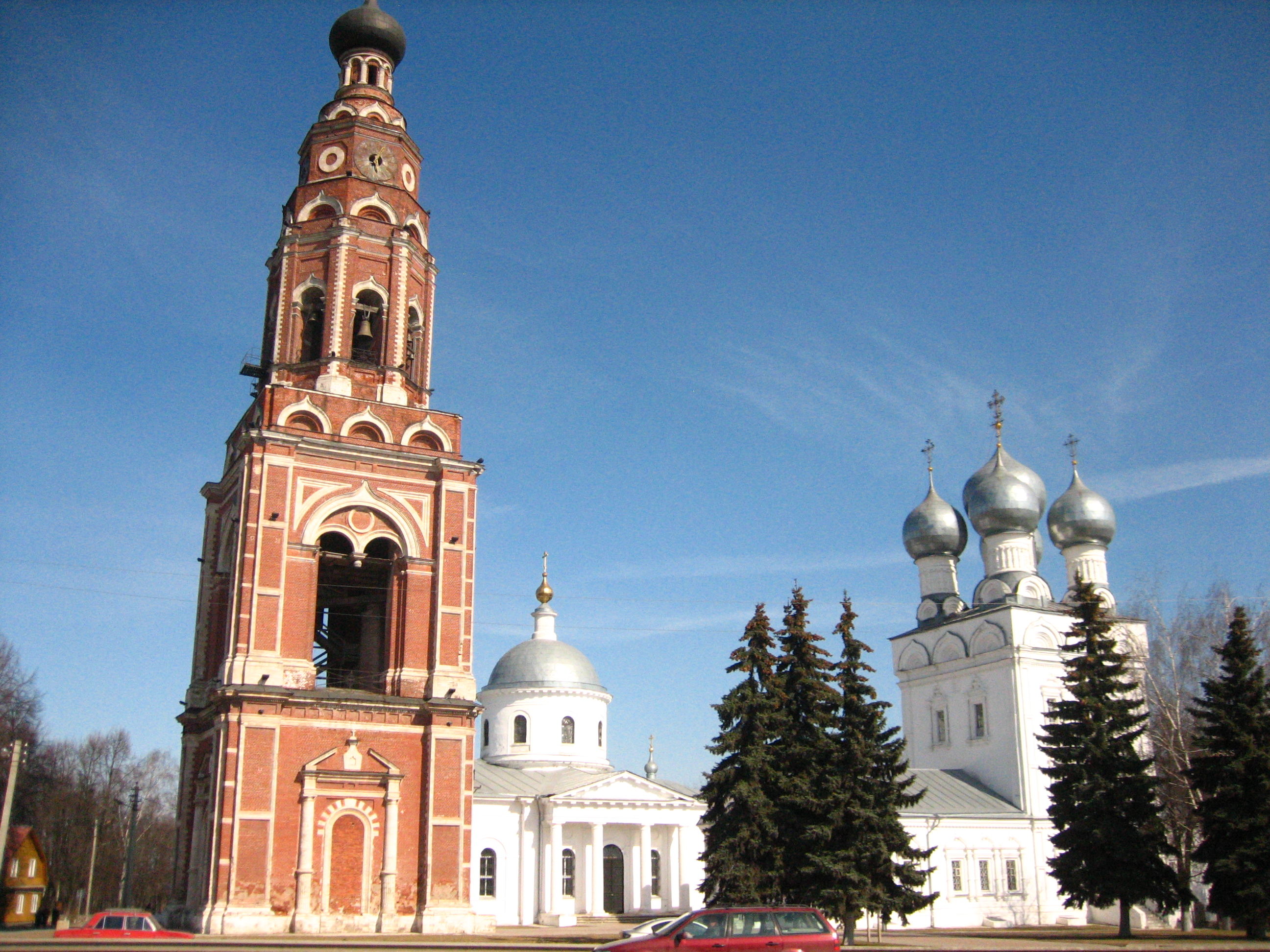
Храмовый комплекс в 2008 году

Храмовый комплекс создан в XVIII—XIX веках. Главный храм комплекса — собор Михаила Архангела — сооружён в 1696—1705 годах (практически без изменений его здание сохранилось по настоящее время). Затем в середине XVIII века был построен ещё один каменный храм — церковь Иоанна Милостивого, на месте которой позже был возведён новый храм — церковь Иерусалимской иконы Божией Матери. Позже была построена каменная колокольня.
Создание собора Михаила Архангела была завершено в 1705 году, в этом же году он был освящён. В создании иконостаса и настенной росписи собора принимали участие иконописцы Кирилл Уланов и Тихон Филатьев. Собор представлял собой большой пятиглавый храм в духе московского зодчества. С 1849 по 1853 год возводилась колокольня в русском стиле, автором проекта которой был московский архитектор Михаил Бове. Колокольня была построена на средства бронницкого купца 1-й гильдии Ивана Кононова. В 1862—1865 годах была расширена трапезная.
В 1860—1880 годах была проведена реставрация Архангельского собора. В это же время была перепланирована Иерусалимская церковь, так как первоначальное её пространство оказалось тесным для прихожан.
Храм пережил гонения на Церковь в советское время. В 1922 году были конфискованы некоторые церковные реликвии «в пользу голодающих Поволжья». Позже в здании колокольни разместились пожарные, в здание собора переехал районный архив, а в Иерусалимской церкви сначала находилось зернохранилище, а впоследствии — Всесоюзная книжная палата. К началу Великой Отечественной войны все храмы в Бронницах были закрыты.
Современная община Архангельского собора была зарегистрирована в 1989 году, а первое богослужение было совершено в 1990 году. С 1993 года при храме действует воскресная школа.
Соборный комплекс является объектом культурного наследия федерального значения (Постановление СМ РСФСР от 30.08.1960 г. № 1327, Приложение № 1, Указ Президента РФ от 20.02.1995 г. № 176).
Почитаемая храмовая святыня: список Иерусалимской иконы Божией Матери.
Настоятелем бронницкого собора Михаила Архангела в сентябре 2017 года назначен священник Сергий Себелев.